# Ambarczik
Ambarczik (ros. Амбарчик) – osiedle w Rosji, w Jakucji; w ułusie niżniekołymskim.
Leży nad Morzem Wschodniosyberyjskim w pobliżu ujścia Kołymy; współrzędne geograficzne 69°37′N 162°17′E/69,616667 162,283333; przystań na Północnej Drodze Morskiej.
Według danych z 2021 roku w miejscowości nie było stałych mieszkańców. 